# رسيسكايا جازيتا
رسيسكايا جازيتا (بالروسية: Российская газета) صحيفة يومية روسيّة حكومية، تنشر المراسيم والبيانات والوثائق الرسمية، وهذا يتضمن القوانين المصدقة حديثاً.

## وصلات خارجية
- الموقع الرسمي للصحيفة (باللغة الروسية)